# Embedded-PC
Unter einem Embedded-PC versteht man einen modular aufgebauten und kompakten Industrie-PC. Er ist ein eingebettetes System, dessen Rechnerarchitektur sich am Standard-PC orientiert.

## Aufbau

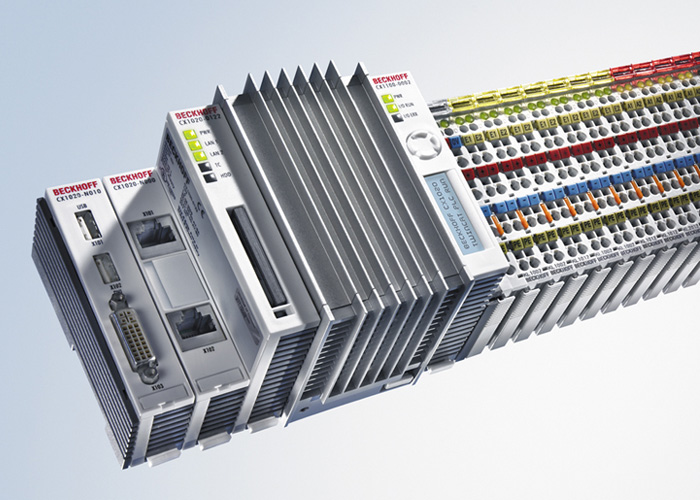
Embedded-PC CX1020 von Beckhoff

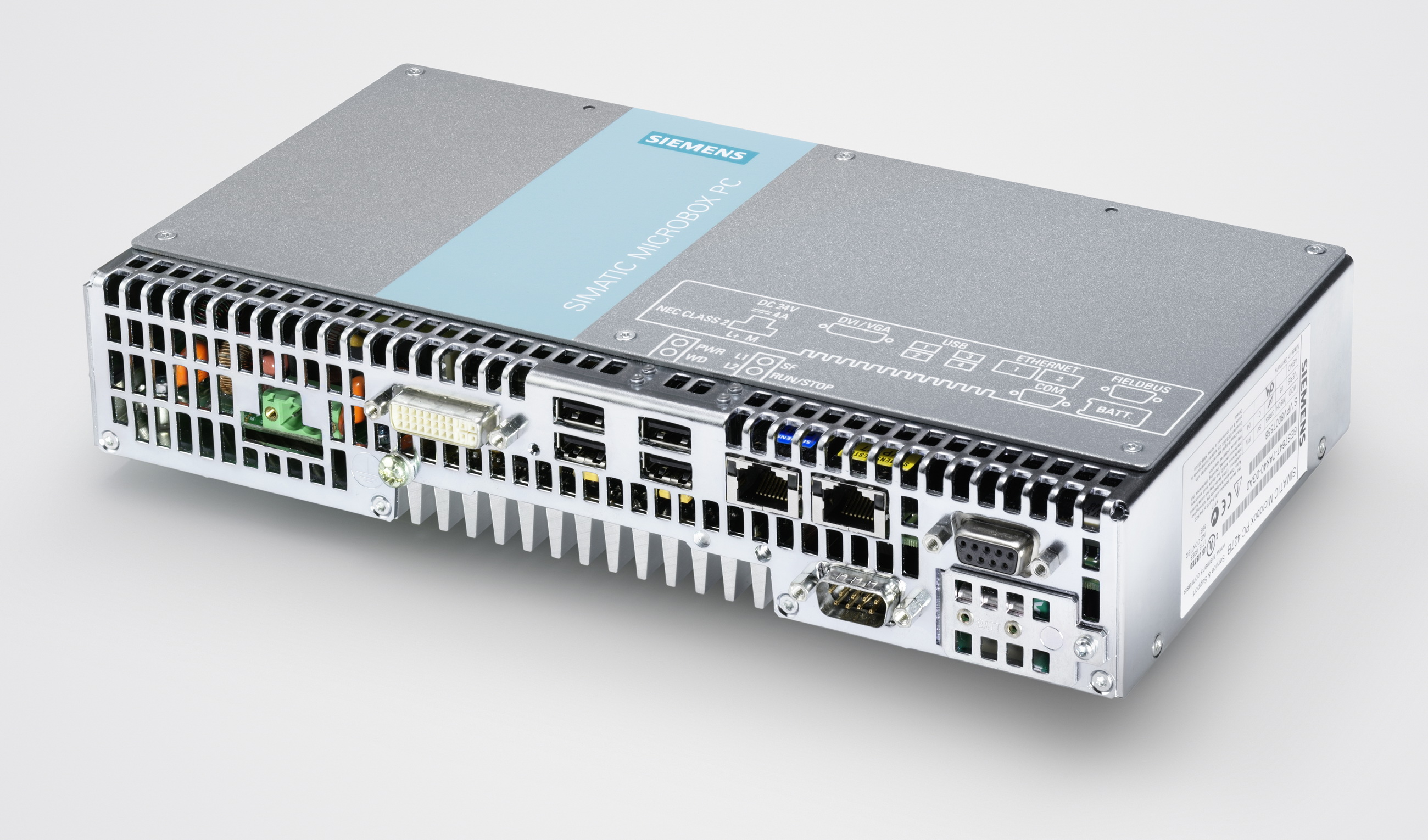
Embedded-PC Microbox von Siemens

Bei diesem Computer werden nur Komponenten in das System eingefügt, die auch für die entsprechende Anwendung benötigt werden – so kann ein Embedded-PC z. B. „headless“ betrieben werden, d. h. ohne Anzeige wie Monitor oder Display und Bediengeräte wie Maus und Tastatur; die entsprechende Schnittstelle kann dann entfallen. Wegen der geringen Leistungsaufnahme können diese PC meistens lüfterlos und wegen des geringen Speicherplatzbedarfs ohne Festplatte (dann z. B. mit CF-Karte) eingesetzt werden. Embedded-PC finden Einsatz in Produkten der Automobilindustrie, Verkehrstechnik, Produktions- und Fertigungstechnik, Telekommunikation und mehr. Immer leistungsfähigere Prozessoren ermöglichen den Einsatz von Embedded-PCs zur Steuerung komplexer Maschinen und Anlagen. Als dezentrale Maschinensteuerung kommen Systeme mit integrierter Sensor-Aktor-Verdrahtung zum Einsatz. Embedded-PCs werden auch in der Gebäudeautomatisierung eingesetzt.
Vorteile der Standard-PC-Architektur gegenüber anderen Architekturen ist die für viele Entwickler gewohnte Hardware- und Software-Umgebung und die Verfügbarkeit entsprechender PC-Software und integrierter Entwicklungsumgebungen.
Zumeist werden in eingebetteten Systemen sehr spezialisierte Betriebssysteme (VxWorks, Nucleus, OSEK, OS-9, spezielle Linux-Derivate, NetBSD usw.) eingesetzt.
Allerdings finden auch spezielle Eingebettete Versionen von Standardbetriebssystemen wie Linux (Embedded Linux), NetBSD oder Windows (CE, XP Embedded, Automotive oder Embedded for PoS) Anwendung.
Zumeist besteht ein Embedded-PC aus folgenden Komponenten:
- CPU-Grundmodul mit Netzteil
- Systemschnittstellen (z. B. RS-232/422/485, USB, DVI, Ethernet)
- Feldbusschnittstellen wie Profibus oder Industrial Ethernet
- Busklemme
- Embedded-PC-Betriebssystem, z. B. DOS, Windows XP embedded, Windows CE, Linux embedded, VxWorks

Embedded-PCs werden dort eingesetzt, wo die Eigenschaften und Rechenleistungen von Industrie-PCs erforderlich sind, andererseits aber deren preisliches Einstiegsniveau unter 1000 oder sogar unter 500 € liegen sollte.
Häufig können sie auf kleinstem Raum – z. B. auf der Hutschiene – montiert werden.  Trotz der Kompaktheit des Systems kommen häufig vergleichsweise leistungsstarke Prozessoren wie Intel Pentium M sowie Arbeitsspeicher 2 GiB zur Anwendung.
Zumeist bleiben die Embedded-PCs dauernd eingeschaltet, d. h. die Embedded-Betriebssysteme müssen nicht heruntergefahren werden.
Der wachsende Markt für diese Geräte wird von der jährlich in Nürnberg stattfindenden Messe embeddedworld bedient.

## Beispiele entsprechender Kleinsysteme
- ALiX
- EPIA
- Microbox
- Soekris
- Wireless Router Application Platform (WRAP)